# Sibby Nichols

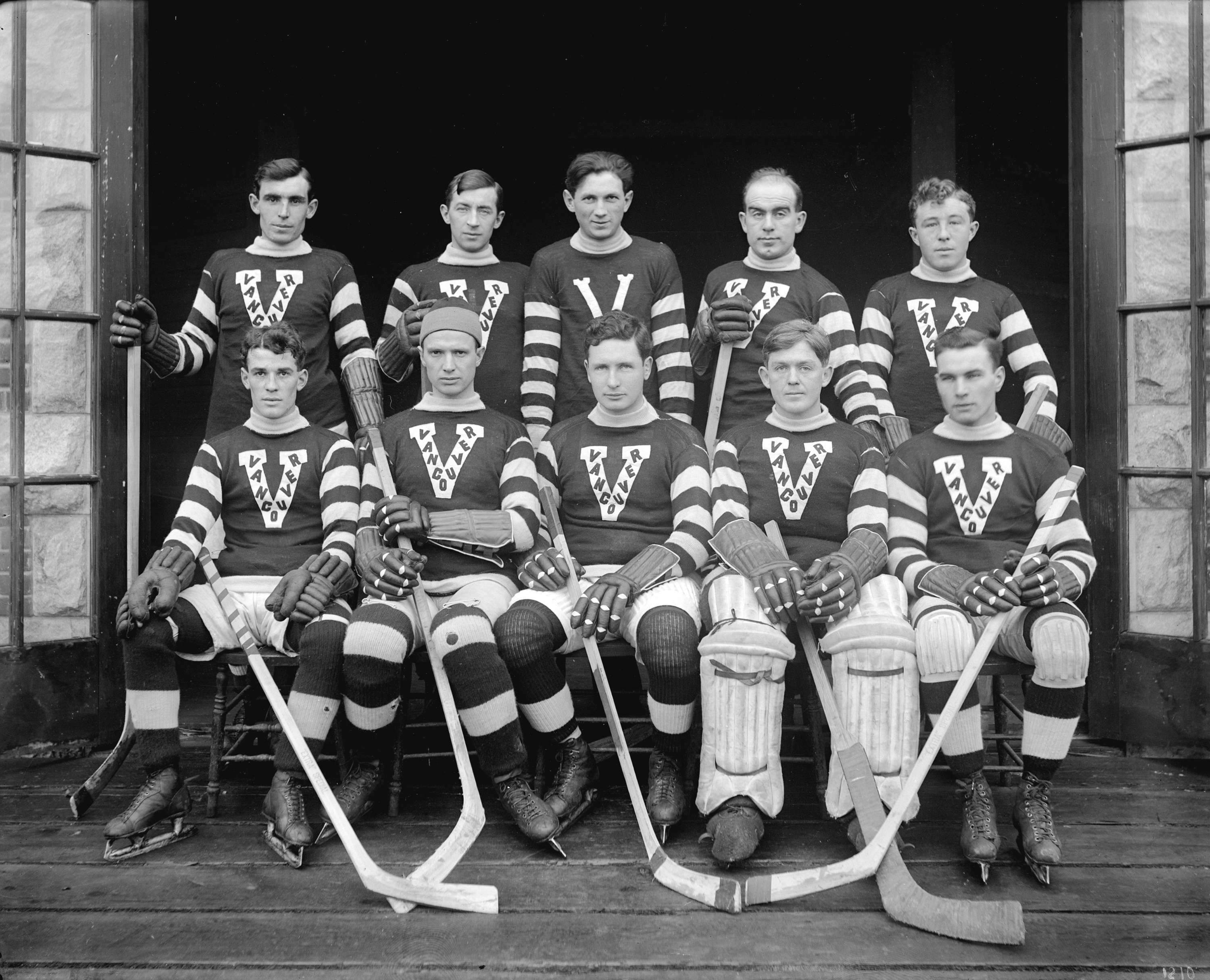
Sibby Nichols, tvåa från vänster i översta raden, med Vancouver Millionaires säsongen 1913–14.

Sebastian John "Sibby" Nichols, född 10 augusti 1884 i Alexandria i Ontario, död 20 januari 1957 i Los Angeles, var en kanadensisk professionell ishockeyspelare och lacrossespelare. 

## Karriär
Sibby Nichols spelade med Vancouver Millionaires i Pacific Coast Hockey Association åren 1912–1915. Nichols tid med den kanadensiska flottan, och en flytt till Victoria Aristocrats säsongen 1915–16, gjorde dock att han endast spelade varsin match för Millionaires säsongerna 1912–13 och 1915–16. Säsongen 1914–15, då Millionaires vann Stanley Cup, var Nichols stationerad i Asien på fartyget Empress of Russia då Första världskriget bröt ut.
Säsongen 1916–17 spelade Nichols för Spokane Canaries och efter ett uppehåll från ishockeyn under två år återkom han för en sista säsong i PCHA 1919–20 med Seattle Metropolitans.